# Tomislav Havojić
Tomislav Havojić (Zágráb, 1989. március 10. –) horvát labdarúgó-középpályás.

## Pályafutása
A többszörös horvát bajnokcsapatnál, a Dinamo Zagrebben kezdte meg a pályafutását, majd négy év múlva a városi rivális, Lokomotiva Zagrebhez igazolt, ahonnan a Slaven Belupo igazolta le. 2011. decemberében csatlakozott az Istra 1961 csapatához.

## Karrier statisztika
| Klub                            | Szezon  | Bajnokság | Bajnokság | Kupa  | Kupa | Nemzetközi | Nemzetközi | Összesen | Összesen |
| Klub                            | Szezon  | Mérk.     | Gól       | Mérk. | Gól  | Mérk.      | Gól        | Mérk.    | Gól      |
| ------------------------------- | ------- | --------- | --------- | ----- | ---- | ---------- | ---------- | -------- | -------- |
| Dinamo Zagreb                   | 2006–07 | 1         | 0         | –     | –    | –          | –          | 1        | 0        |
| Lokomotiva                      | 2007–08 | 21        | 6         | –     | –    | –          | –          | 21       | 6        |
| Lokomotiva                      | 2008–09 | 28        | 2         | –     | –    | –          | –          | 21       | 6        |
| Lokomotiva                      | 2009–10 | 25        | 1         | –     | –    | –          | –          | 25       | 1        |
| Lokomotiva                      | 2010–11 | 8         | 0         | –     | –    | –          | –          | 8        | 1        |
| Slaven Belupo                   | 2010–11 | 7         | 1         | 2     | 0    | –          | –          | 9        | 1        |
| Slaven Belupo                   | 2011–12 | 6         | 0         | 2     | 0    | –          | –          | 8        | 0        |
| Ferencváros                     | 2014–15 | 0         | 0         | –     | –    | –          | –          | 0        | 0        |
| Ferencváros                     | Teljes  | 95        | 10        | 4     | 0    | 0          | 0          | 99       | 10       |
| Utolsó frissítés: 2014.május 27 |         |           |           |       |      |            |            |          |          |